# Terremoto de Copiapó de 1851
El terremoto de Copiapó de 1851 fue un sismo de 7,1 grados en la escala de Richter que azotó a la ciudad de Copiapó a las 06:48 del día 2 de abril de 1851. Con calidad de terremoto fue percibido en las regiones de Atacama, Coquimbo, Valparaíso y Santiago de Chile. El movimiento telúrico fue percibido también en Talca. Los daños se calcularon en 1 millón de dólares.

## Expedición Científica de Estados Unidos
Este terremoto, así como el del 26 de mayo de 1851 fue registrado desde Santiago de Chile en detalle por la Expedición Científica Norteamericana al Hemisferio Sur de los años 1848 a 1853 a cargo del Subteniente James Melville Gilliss.
En la ciudad de Santiago, generó diversos daños en los arcos de la Iglesia de la Compañía por lo que se ordenó su cierre. Se cayó uno de los arcos del puente sobre el río Mapocho. El edificio de los tribunales de justicia tuvo serios daños en su entrada. El antiguo palacio de gobierno se arruinó casi por completo. Los arcos del Palacio Cousiño también se vieron afectados. La caída de los ornamentos de la entrada de la Iglesia de San Francisco cayeron sobre una mujer causándole la muerte y dejado a otra herida. El juez Serrano perdió a su hija debido al derrumbe de una losa y su esposa quedó gravemente malherida. Además, una pequeña cayó desde un balcón donde se encontraba con su madre, siendo las únicas víctimas informadas en Santiago.
El periódico El Progreso publicó el 3 de abril que, entre otras, la mansión del Sr. J. M. Solar en Colina había sido completamente destruida, igual suerte habrían tenido las propiedades de los señores Tagle, Bruno Larraín, J. M. Bascuñán, los jóvenes Izquierdo y otros; la propiedad de Apoquindo, perteneciente a los padres Dominicos también había sufrido daños. En Renca, la tierra se abrió derramando agua de la laguna Pudahuel en varios lugares.
Posteriormente este mismo periódico informó que Casablanca estaba casi completamente en ruinas. En Valparaíso, tanto la Catedral como la Iglesia de la Merced sufrieron graves daños.
El diario El Mercurio de Valparaíso informó que el sismo se había producido a las 06:41 AM, con una sacudida violenta que duró quince segundos, teniendo luego movimientos oscilatorios irregulares que se extendieron por dos minutos. El movimiento habría tenido una dirección de norte a sur y de acuerdo a otros informes de suroeste a noreste.
Las casas en el sector de El Almendral sufrieron diversos daños que incluyeron caída de techos, desplome de muros, caída de pisos, deformación de ventanas, entre otros, no así en el sector del puerto donde se ubican oficinas y áreas comerciales. No se reportó ninguna víctima fatal en Valparaíso. Muchas familias se ubicaron con carpas en la plaza y a lo largo de los cerros. Se informó que Santiago habría sufrido menos que Valparaíso. 
El día 4 de abril cayó una lluvia arruinando gran parte de los muebles que se habían salvado del terremoto. Los daños en las provincias de Santiago y Valparaíso se calcularon en un millón de dólares de la época.
El diario El Comercio de Valparaíso daba también nuevos detalles entre ellos la destrucción de las casas ubicadas en las quebradas, la muerte de un perro aplastado frente a la iglesia de la Matriz, y la destrucción de gran parte de vajilla, vidrios y botellas de vino y aceite de algunas tiendas. En la farmacia del Sr. Leighton, el derrame de aguafuerte y ácidos generaron algunos incendios, indicando que la tierra se abrió en varios lugares de la ciudad. Se calculó que cerca de 500 personas se quedaron sin casas. Al día siguiente, el mismo medio detalló que hubo personas que buscaron refugio en la playa, cerca de trescientas personas en el Cerro Hospital y en Plaza Victoria, donde se levantaron tiendas y una pequeña casa de madera. Además, informó que dos personas murieron bajo las ruinas en la Casa de Ejercicios.
En Viña del Mar, se abrieron grietas de las cuales brotó agua y enormes rocas se desprendieron de los cerros. En Quillota el terremoto no tuvo el mismo impacto, sin embargo las réplicas causaron temor. En Casablanca solo el Hotel inglés permaneció en pie, todas las otras construcciones quedaron en ruinas.
Las cartas del Editor de El Mercurio de Santiago informaron de las mediciones realizadas por el Observatorio Astronómico del Cerro Santa Lucía y daba cuenta también del daño en el Palacio de Justicia, la vieja Universidad y la Escuela de Bellas Artes, la caída de la iglesia de Curacaví, y dio cuenta de las sucesivas réplicas.
El periódico El Faro del Maule en Talca reportó el terremoto donde solo se reportaron grietas en las casas pero ningún derrumbe.
Según la información publicada por el Ministerio del Interior, en Los Andes se cayeron las torres de la iglesia y el edificio se agrietó en distintas direcciones.
No hay registros de tsunamis para este terremoto.